# Ron Suskind

Ron Suskind

Ron Suskind (* 1959 in Kingston, New York) ist ein US-amerikanischer Autor, investigativer Journalist und Pulitzer-Preisträger für Feature Writing (1995).

## Leben
Suskind absolvierte ein Bachelor-Studium an der Universität von Virginia und erwarb 1983 einen Master an der  Columbia University Graduate School of Journalism. Anschließend arbeitete er zunächst für die New York Times. Ab 1985 war er für die St. Petersburg Times tätig und kam 1987 zum „Boston Business Magazine“. Von 1993 bis 2000 schrieb er für das Wall Street Journal als „National Affairs Writer“.
Suskind arbeitet heute unter anderem für das The New York Times Magazine sowie den Esquire. Er lebt mit seiner Frau und zwei Söhnen in Washington, D.C. und besucht regelmäßig Vorlesungen des Dartmouth College.

## Leistungen
In seiner Artikelserie („feature story“), die mit dem Pulitzer-Preis gewürdigt wurde, begleitete Suskind drei Jahre lang die Odyssee afroamerikanische Schüler einer öffentlichen High School auf ihrem Weg in die Ivy League. Nur einer von ihnen schafft es schließlich, an der Brown University aufgenommen zu werden. Die Texte waren der Ausgangspunkt für das Buch A Hope in the Unseen, das 1998 erschienen ist.
Im Jahr 2002 schrieb er zwei Reportagen im Esquire Magazin über das „Innenleben“ der Bush-Regierung. Im Juni 2002 berichtete er darin über die Präsidentschaftsberaterin Karen Hughes; eine zentrale Rolle spielt darin eine Aussage des Stabschef des Weißen Hauses Andrew Card, der die pragmatische Hughes „the beauty to Karl's beast“ nannte und damit auf den eher ideologisch agierenden Karl Rove anspielte. Card befürchtete, dass Hughes bevorstehender Rücktritt einen politischen Rechtsruck zur Folge haben würde.
Im Dezember 2002 folgte eine Reportage über Karl Rove auf Basis dessen öffentlicher Kommentare und eines langen Memorandums, das Bushs ehemaliger Leiter des „White House Office of Faith-Based and Community Initiatives“ John DiIulio verfasst hatte. Dieses Memo enthielt DiIulios Erfahrungen zum politischen Alltag im Weißen Haus. Er kritisierte darin die Bush-Regierung und wurde in der Reportage mit den Worten zitiert: „Das ist die Herrschaft der Mayberry-Machiavellis“.
Sein am 13. Januar 2004 veröffentlichtes Werk The Price of Loyalty enthüllte Einzelheiten aus den Anfangsjahren der Bush-Regierung. Das Buch, das sich unter anderem auf mehr als neunzehntausend interne Dokumente stützt, wirft der Regierung vor, dass der Sturz von Saddam Hussein und die Besatzung des Iraks bereits im Januar 2001, während der Tagung des Nationalen Sicherheitsrates der Vereinigten Staaten, geplant wurde.
Am 17. Oktober 2004 veröffentlichte das New York Times Magazine die Titelgeschichte „Without a Doubt: Faith, Certainty and the Presidency of George W. Bush“. Suskind behauptete darin, dass Bush im Falle seiner Wiederwahl am 2. November 2004 umgehend das Sozialsystem privatisieren wollte. Dies führte zu einer heftigen Kontroverse in den beiden letzten Wochen des Wahlkampfes. Der Artikel stützte sich auf das Protokoll eines Gespräches von George W. Bush mit einem seiner Berater.
In dem Buch The One Percent Doctrine, das 2008 erschienen ist, behauptet Suskind unter anderem, dass die Terrororganisation al-Qaida im Herbst 2002 einen Anschlag mit Blausäure in der New Yorker U-Bahn geplant hatte, der aber aus unbekannten Gründen nicht ausgeführt worden sei. Der Titel des Buches verweist auf eine Aussage Dick Cheneys; dieser hatte gesagt:

The One Percent Doctrine (is) a plan that the United States has to respond to any seemingly serious threat of terrorism, even if there is only a one percent chance of it being real.

„Die Ein-Prozent-Doktrin ist ein Plan, wonach die Vereinigten Staaten auf jede ernst scheinende terroristische Bedrohung reagieren müssen, selbst wenn diese nur mit einprozentiger Wahrscheinlichkeit echt ist.“

Auszüge des Buches wurden bereits Anfang Juni 2006 im Nachrichtenmagazin Time veröffentlicht.

## Werke
- A Hope in the Unseen : An American Odyssey from the Inner City to the Ivy League. Broadway, 1998, ISBN 0-7679-0126-6.
- The price of loyalty: George W. Bush, the White House, and the education of Paul O'Neill. Simon & Schuster, New York 2004, ISBN 0-7432-5545-3.
- The One Percent Doctrine: Deep Inside America's Pursuit of Its Enemies Since 9/11. Simon & Schuster, 2006, ISBN 0-7432-9568-4.
- The Way of the World: A Story of Truth and Hope in an Age of Extremism. Harper, New York 2008, ISBN 978-0-06-143062-6.
- Confidence Men: Wall Street, Washington, and the Education of a President. Harper, New York 2011, ISBN 978-0-06-142925-5.
- Life, Animated. Kingswell, Glendale 2014, ISBN 978-1-4231-8036-4.